# العلاقات الأسترالية المدغشقرية
العلاقات الأسترالية المدغشقرية هي العلاقات الثنائية التي تجمع بين أستراليا ومدغشقر.

## مقارنة بين البلدين
هذه مقارنة عامة ومرجعية للدولتين:
| وجه المقارنة                                              | أستراليا                                   | مدغشقر                      |
| --------------------------------------------------------- | ------------------------------------------ | --------------------------- |
| المساحة (كم2)                                             | 7.69 مليون                                 | 587.04 ألف                  |
| عدد السكان (نسمة)                                         | 24.51 مليون                                | 25.57 مليون                 |
| الكثافة السكانية (ن./كم²)                                 | 3.19                                       | 43.56                       |
| العاصمة                                                   | كانبرا، ملبورن                             | أنتاناناريفو                |
| اللغة الرسمية                                             | لغة إنجليزية                               | اللغة الملغاشية، لغة فرنسية |
| العملة                                                    | دولار أسترالي، جنيه إسترليني، جنيه أسترالي | أرياري مدغشقري              |
| الناتج المحلي الإجمالي (بليون دولار)                      | 1.32 تريليون                               | 11.50 مليار                 |
| الناتج المحلي الإجمالي (تعادل القوة الشرائية) بليون دولار | 1.10 تريليون                               | 35.51 مليار                 |
| الناتج المحلي الإجمالي الاسمي للفرد دولار أمريكي          | 56.31 ألف                                  | 401                         |
| الناتج المحلي الإجمالي للفرد دولار أمريكي                 | 45.92 ألف                                  | 1.44 ألف                    |
| مؤشر التنمية البشرية                                      | 0.939                                      | 0.510                       |
| رمز المكالمات الدولي                                      | +61                                        | +261                        |
| رمز الإنترنت                                              | .au                                        | .mg                         |
| المنطقة الزمنية                                           |                                            | ت ع م+03:00                 |

## منظمات دولية مشتركة
يشترك البلدان في عضوية مجموعة من المنظمات الدولية، منها:
| علم المنظمة | اسم المنظمة                               | تاريخ انضمام أستراليا | تاريخ انضمام مدغشقر |
| ----------- | ----------------------------------------- | --------------------- | ------------------- |
|             | يونسكو                                    | 4 نوفمبر 1946         | 10 نوفمبر 1960      |
|             | الفريق المعني برصد الأرض                  | ?                     | ?                   |
|             | مؤسسة التمويل الدولية                     | 20 يوليو 1956         | 27 سبتمبر 1963      |
|             | المركز الدولي لتسوية المنازعات الاستشارية | 1 يونيو 1991          | 14 أكتوبر 1966      |
|             | منظمة حظر الأسلحة الكيميائية              | ?                     | ?                   |
|             | مؤسسة التنمية الدولية                     | 24 سبتمبر 1960        | 25 سبتمبر 1963      |
|             | منظمة التجارة العالمية                    | ?                     | ?                   |
|             | وكالة ضمان الاستثمار متعدد الأطراف        | 10 فبراير 1999        | 8 يونيو 1988        |
|             | الاتحاد البريدي العالمي                   | ?                     | ?                   |
|             | الاتحاد الدولي للاتصالات                  | 27 مايو 1878          | 11 مايو 1961        |
|             | منظمة الشرطة الجنائية الدولية             | ?                     | ?                   |
|             | الأمم المتحدة                             | 1 نوفمبر 1945         | 20 سبتمبر 1960      |
|             | البنك الدولي للإنشاء والتعمير             | 5 أغسطس 1947          | 25 سبتمبر 1963      |

## وصلات خارجية
- موقع وزارة الخارجية الأسترالية